# ウッドワード・ホフマン則
ウッドワード・ホフマン則（ウッドワード・ホフマンそく、英語: Woodward–Hoffmann rules）は、ペリ環状反応の選択性を説明する法則。
その内容から軌道対称性保存則とも呼ばれる。
1965年にロバート・バーンズ・ウッドワード (Robert Burns Woodward) とロアルド・ホフマン (Roald Hoffmann) によって発表された。
ウッドワード・ホフマン則は「反応の前後において反応に関与する電子の所属する分子軌道の対称性は保存される」と主張する。これによって様々なペリ環状反応が起こりうるかどうか、またその立体特異性が説明される。

## 対称許容と対称禁制

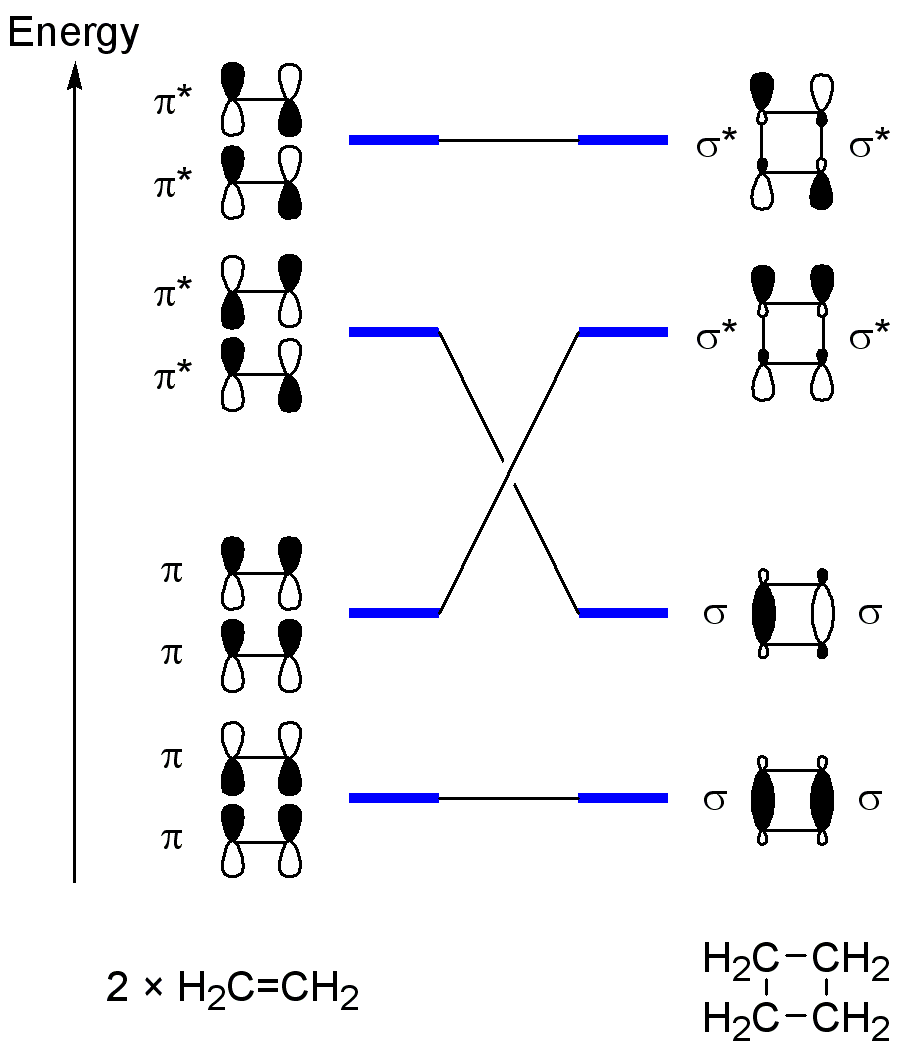
基底状態の軌道相関図

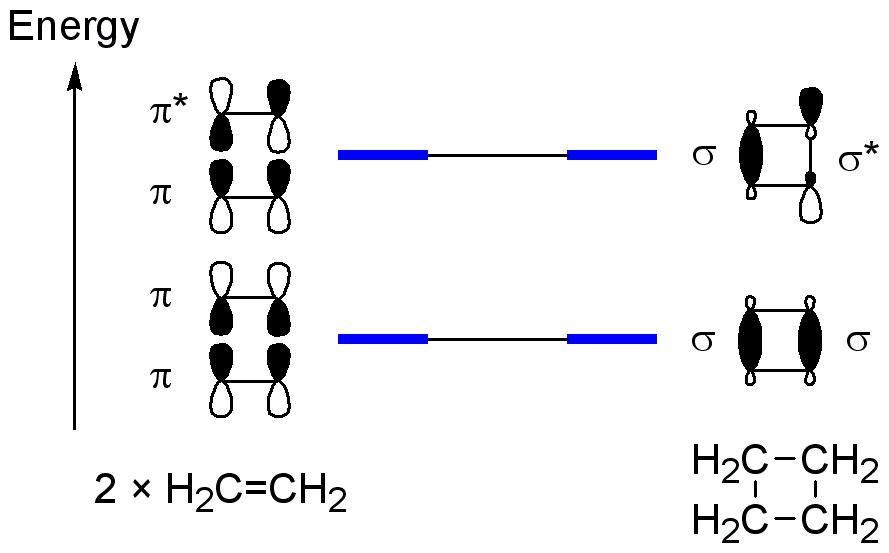
1電子励起状態の軌道相関図

エチレン2分子が [2+2] 環化付加反応によりシクロブタンを生成する反応について考える。
この反応においてはエチレンの2つの π 結合が切断され、2つの σ 結合が生成する。
また、同時に対応する π* 結合が切断され、σ* 結合も形成される。
よってこれらに属する電子が反応に関与する電子である。
次に反応系から生成系に向かってこれらの分子軌道のエネルギーがどのように変化していくかを考える。
これを表す図を軌道相関図という。
軌道相関図を描くには反応系と生成系について分子軌道を描き、対称性の同じものを軌道のエネルギーの低い順に結びつけていく。
このようにして軌道相関図を描くと切断された2つの π 軌道のうち1つは σ 軌道に、もう1つは σ* 軌道になることが分かる。
基底状態のエチレンにおいては2つの π 結合に4つの π 電子が所属している。
ウッドワード・ホフマン則によれば「反応の前後において反応に関与する電子の所属する分子軌道の対称性は保存される」から、反応前に2つの π 軌道にあった電子は反応後に1つの σ 軌道と σ* 軌道に所属することになる。
π 軌道にあった電子は π* 軌道より生成するもう1つの σ 軌道には移ることができない。これは軌道の対称性が異なっているからである。
このようにして基底状態のエチレン同士が反応した場合、σ 軌道と σ* 軌道に電子が所属した2電子励起状態のシクロブタンが生成することになる。
2電子励起状態のエネルギーは熱的に供給するには大きすぎるため、活性化エネルギーの障壁を越えられず反応は起こらない。
このように反応系と生成系の軌道の対称性によって起こらない反応を対称禁制であるという。
一方、片方のエチレンが1電子励起状態、もう片方のエチレンが基底状態にある場合を考える。
この場合、2つの π 軌道に3つの π 電子が、1つの π* 軌道に1つの π 電子が所属している。
反応前に2つの π 軌道にあった電子は反応後に1つの σ 軌道と σ* 軌道に所属することになる。
一方 π* 軌道にあった電子はもう1つの σ 軌道に所属することになる。
このようにして1電子励起状態のエチレンと基底状態のエチレンが反応した場合、σ 軌道に3つの電子、σ* 軌道に1つの電子が所属した1電子励起状態のシクロブタンが生成することになる。
この励起状態分のエネルギーは最初に片方のエチレンを1電子励起状態にする（通常は光によって与えられる）エネルギーでまかなうことができる。
そのため活性化エネルギーの障壁を越えて反応が可能となる。
このように軌道の対称性の点からは起こることが許されている反応は対称許容であるという。

## スプラ面型とアンタラ面型
1,3-ペンタジエンにおいて5位の水素が1位の炭素上に転位するようなシグマトロピー転位を考える。
この時、反応の仕方としては水素が1,3-ペンタジエンの π 軌道の節面に対して最初に存在したのと同じ側の面内で移動するタイプの反応と節面をはさんで反対側の面へ移動するタイプの反応が考えられる。
軌道相関図を描いてみると基底状態においては前者は対称許容であり、後者は対称禁制であることがわかる。
このように同じ分子の反応であっても軌道の空間的な相互作用の仕方によって対称許容となったり対称禁制となったりする。
そのため、反応が対称許容であるか対称禁制であるかを論じるためには軌道の空間的な相互作用の仕方についても指定する必要がある。
ウッドワードらは、この相互作用の仕方を以下のような用語によって指定することを提唱した。
- π 軌道についてはその節面に対して一方の側だけで他の軌道と相互作用する場合スプラ面型 (suprafaicial)、両方の側だけで相互作用する場合アンタラ面型 (antarafacial) という。
- σ 軌道については、その結合の内部同士または外部同士のローブで他の軌道と相互作用する場合スプラ面型、内部と外部両方のローブで相互作用する場合アンタラ面型という。
- 孤立電子対の軌道については、一方のローブだけで他の軌道と相互作用する場合にはスプラ面型、両方のローブで他の軌道と相互作用する場合にはアンタラ面型という。

そして、ウッドワードらはこれらの指定の仕方を用いると以下の場合に限って反応が対称許容となることを示した。（m, n は負でない整数）
- 基底状態（熱反応）におけるペリ環状反応は、電子数 4m + 2 のスプラ面型に相互作用する反応要素の数と、電子数 4n のアンタラ面型に相互作用する反応要素の数の合計が奇数であるとき対称許容である。
- 1電子励起状態（光反応）におけるペリ環状反応は、電子数 4m + 2 のスプラ面型に相互作用する反応要素の数と電子数 4n のアンタラ面型に相互作用する反応要素の数の合計が偶数であるとき対称許容である。

例えばエチレン2分子からシクロブタンができる反応においては、電子数2の π 軌道2つが反応に関与している。
立体的にアンタラ面型の相互作用は起こらずスプラ面型に相互作用するので、電子数 4m + 2 のスプラ面型に相互作用する反応要素の数は2、電子数 4n のアンタラ面型に相互作用する反応要素の数は0で、よってそれらの合計は2、つまり偶数となる。
そのためこの反応は光反応において対称許容である。
また、1,3-ペンタジエンのシグマトロピー転位では4電子のジエン部分の π 軌道と2電子の転位する水素と炭素との σ 結合が関与している。
水素が π 軌道の節面に対して最初に存在したのと同じ側の面内で移動する場合、ジエン部分の π 軌道も炭素と水素の σ 軌道もスプラ面型に関与する。
電子数 4m + 2 のスプラ面型に相互作用する反応要素の数は1、電子数 4n のアンタラ面型に相互作用する反応要素の数は0で、それらの合計は1、つまり奇数となり、熱反応で対称許容となる。
逆に水素が π 軌道の節面に対して最初に存在したのと同じ側の面内で移動する場合、ジエン部分の π 軌道はアンタラ面型、炭素と水素の σ 軌道はスプラ型に関与する。
電子数 4m + 2 のスプラ面型に相互作用する反応要素の数は1、電子数 4n のアンタラ面型に相互作用する反応要素の数は1で、それらの合計は2、つまり偶数となり、光反応で対称許容となる。
以上のようにして、あるペリ環状反応が起こりうるか、起こりえないか、またその立体特異性が予測できる。
（注）ホフマン則 (Hofmann rule) は、ホフマン脱離の生成物の選択性を予測するもので、ウッドワード・ホフマン則とは関係ない。